# كنيسة شهداء الأرمن
كنيسة شهداء الأرمن (باللغة الأرمنية: Մեծ Եղեռնի Նահատակաց Յուշահամալիր; بالإنكليزية:Armenian Genocide Martyrs' Memorial) كنيسة أرمنية بنيت في مدينة دير الزور لتخليد ذكرى ضحايا الإبادة الجماعية للأرمن، وتضم العديد من بقايا وعظام ضحايا الأرمن.

## التاريخ
بدأ بناء الكنيسة في كانون الأول عام 1989 وقد صمم النصب التذكاري لتخليد ذكرى ضحايا الأرمن «ساركيس بالمانوكيان» وأفتتحت في تشرين الثاني عام 1990 بحضور كاثوليكوس عموم الأرمن لبيت كيليكيا، وتعتبر الكنيسة محجاً لعشرات الألاف من الأرمن من جميع أصقاع العالم حيث يزورنها كل عام في 24 نيسان لإحياء ذكرى ضحايا الإبادة الجماعية، وقد تعرضت الكنيسة للتفجير من قل تنظيم داعش أثناء الحرب الأهلية السورية.

## وصف الكنيسة
تتألف الكنيسة من مدخل رئيسي يرتفع نحو الساحة بمدرج يشير إلى المآسي والنكبات التي تعرض لها الشعب الأرمني، أما واجهة المدخل الرئيسي من الطرف الداخلي، فهي مزخرفة بحمامٍ وصلبان منحوتة بدقة متناهية ومعبّرة عن حب الأرمن للسلام، ونضالهم وتضحيتهم لتحقيقه، ويوجد في يمين الساحة جدار الصداقة، وهو جدار منمّق بزخارف ونقوش بالطابعين العربي والأرمني، ليعبّر عن الصداقة بين الشعبين.
وأُقيم مقابل المدخل الرئيسي للصرح نصب تذكاري ضخم يخلّد ذكرى الضحايا، يتوسطه «خاتشكار» (حجر الصليب) جيء به من أرمينيا، تشتعل أمامه شمعة الخلود، وعلى جانبيه خمسة نماذج لنصب ضحايا الأرمن موجودة في أنحاء العالم، وإلى يسار الساحة يوجد الجدار التذكاري الذي يحوي عدداً من «الخاتشكار» بزخارف من الكتابات الأرمنية التي تسرد مآسي هذا الشعب، أما في أسفل الكنيسة فيوجد صالة يرتفع منها عمود يخترق منتصف الكنيسة ويسمّى «بعمود الانبعاث» دُفن في أساسه بقايا من عظام الضحايا ورفاتهم التي انتشلت من مواقع عدة كالشدادي ومرقدة في الحسكة، كما تحوي الصالة واجهات عرض لكتب ومنشورات وصور وثائقية تحكي حكاية الشعب الأرمني ومآسيه.

## الأرمن في دير الزور

الحاج فاضل عبود الحسن
رئيس حكومة دير الزور عام 1918.

في بداية الحرب العالمية الأولى عام 1914 بدأت الدولة العثمانية بحملات ممنهجة لقتل وتهجير الأرمن وقد تم تنفيذ ذلك من خلال المجازر وعمليات الترحيل القسري والتشريد والتي كانت عبارة عن مسيرات في ظل ظروف قاسية مصممة لتؤدي إلى وفاة المبعدين، ويقدّر الباحثون أعداد الضحايا الأرمن بين مليون و 1.5 مليون شخص.
وقد كانت دير الزور الوجهة الأخيرة في مسير التهجير القسري لقوافل الأرمن، ومسرحاً لعمليات القتل والذبح على يد جندرمة الأتراك، حيث خططت السلطات العثمانية لتصفية الأرمن على يد العرب إلا أن خططهم باءت بالفشل فقد أسف أهالي دير الزور لما حل بالأرمن رجالاً ونساء وأطفالاً، وسارع الحاج فاضل العبود الذي كان رئيساً لبلدية دير الزور مع وجهاء المدينة لنجدتهم ومد يد العون والمساعدة لهم حيث استقبلوهم وساعدوهم وقدمو لهم الطعام والسكن وكافة سُبل العيش والأمان.
وإذا كان لهجرة الأرمن القسرية وجهها المأساوي، فقد كان لها وجه إيجابي على مدينة دير الزور، انعكس في ارتفاع عدد سكان المدينة وبالتالي ارتفاع معدل النمو السكاني فيها، وتحظى مدينة دير الزور على مكانة خاصة من الناحية التاريخية بالنسبة للأرمن في أرمينيا والشتات الأرمني، خاصة السوريين الأرمن، وتحمل رمزية معنوية بين المدن السورية، ولذلك شيدت فيها كنيسة شهداء الأرمن، ومتحفاً يضم بعض الرفات ومقتنيات وخرائط تخليداً لذكرى الشهداء الذين قضوا في تلك المنطقة على يد العثمانيين الأتراك، وأضحت المدينة فيما بعد محجاً لمئات آلاف الأرمن في 24 نيسان من كل عام، بعد أن أعلنها في عام 2002 الكاثوليكوس آرام الأول للأرمن الأرثوذكس لبيت كيليكيا بأنها محج للأرمن.

## معرض الصور

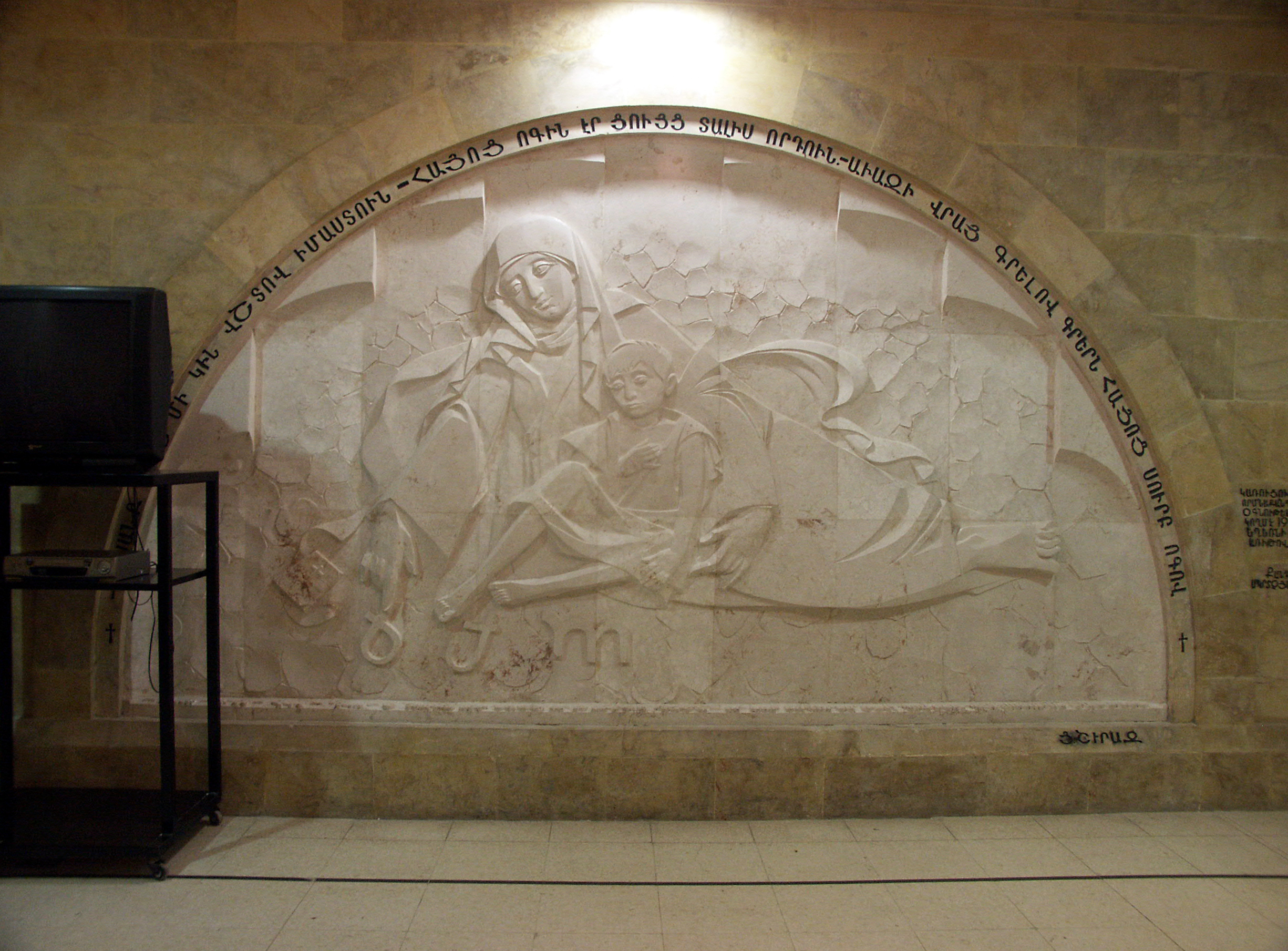
نحت الإغاثة داخل المتحف.
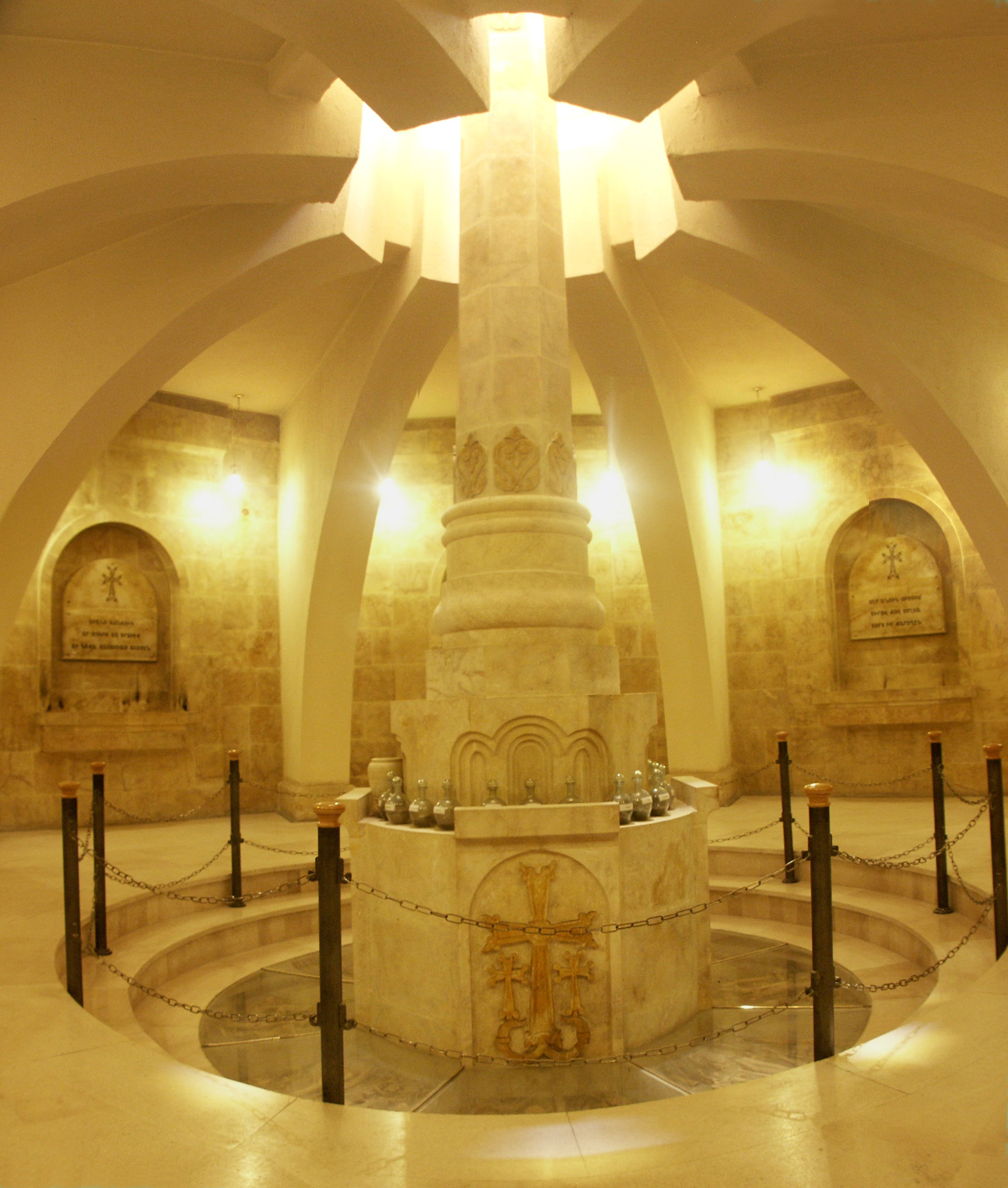
المتحف وعمود القيامة وحوله منحوتات جدارية لضحايا الإبادة الأرمنية.
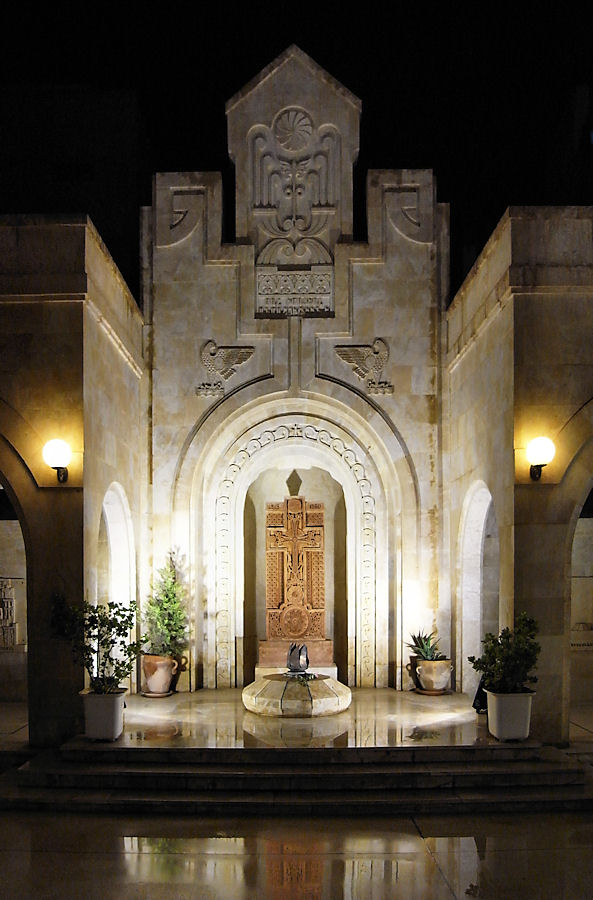
نصب الصليب الحجري.
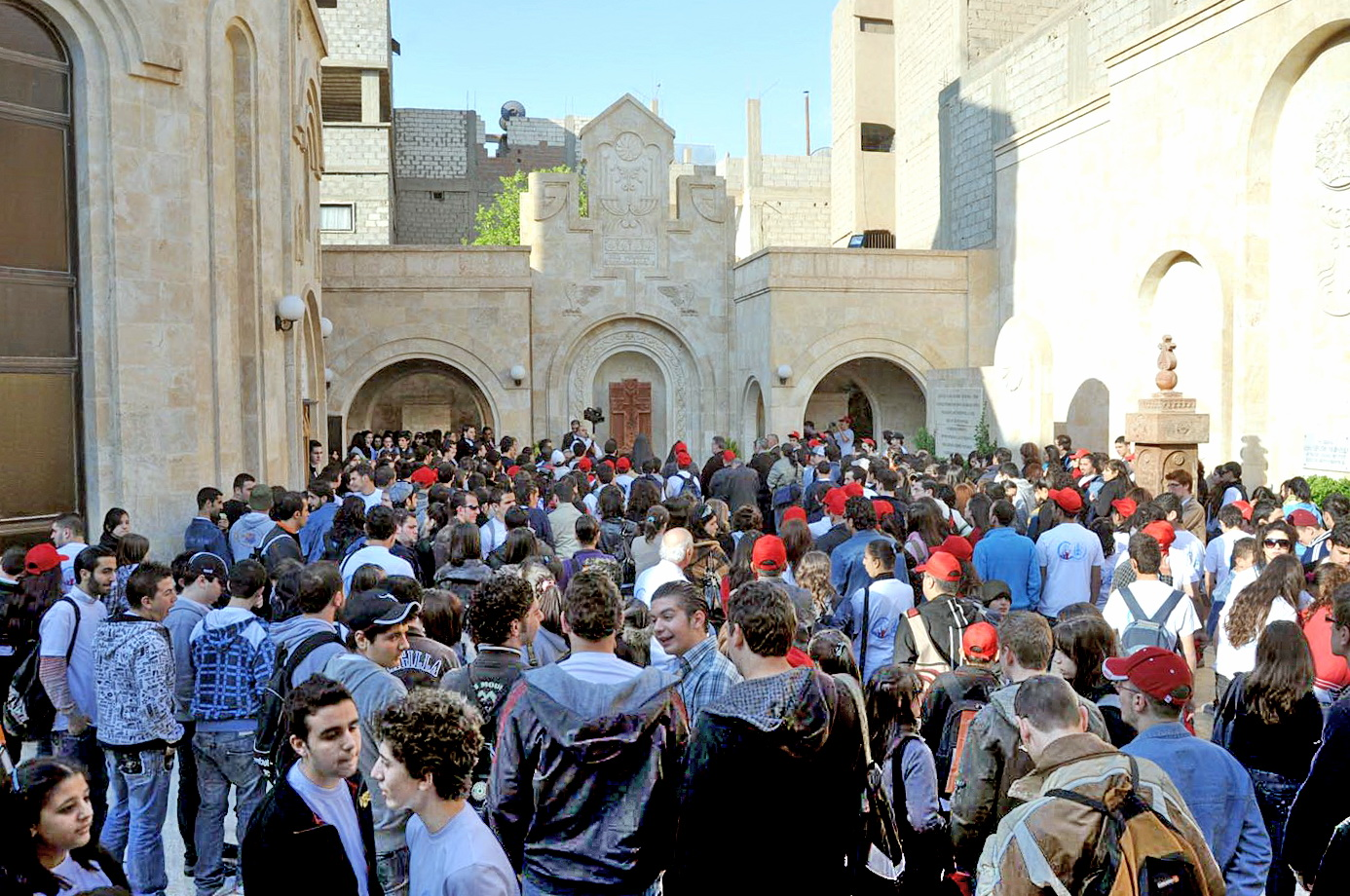
تجمع الحجاج عند النصب التذكاري.